# Prodimorphomyrmex primigenius
Prodimorphomyrmex primigenius är en myrart som beskrevs av Wheeler 1915. Prodimorphomyrmex primigenius ingår i släktet Prodimorphomyrmex och familjen myror. Inga underarter finns listade i Catalogue of Life.